# Gizia
Gizia – miejscowość i gmina we Francji, w regionie Burgundia-Franche-Comté, w departamencie Jura.
Według danych na rok 1990 gminę zamieszkiwały 223 osoby, a gęstość zaludnienia wynosiła 30 osób/km² (wśród 1786 gmin Franche-Comté Gizia plasuje się na 524. miejscu pod względem liczby ludności, natomiast pod względem powierzchni na miejscu 610.).